# Burg Münstereifel

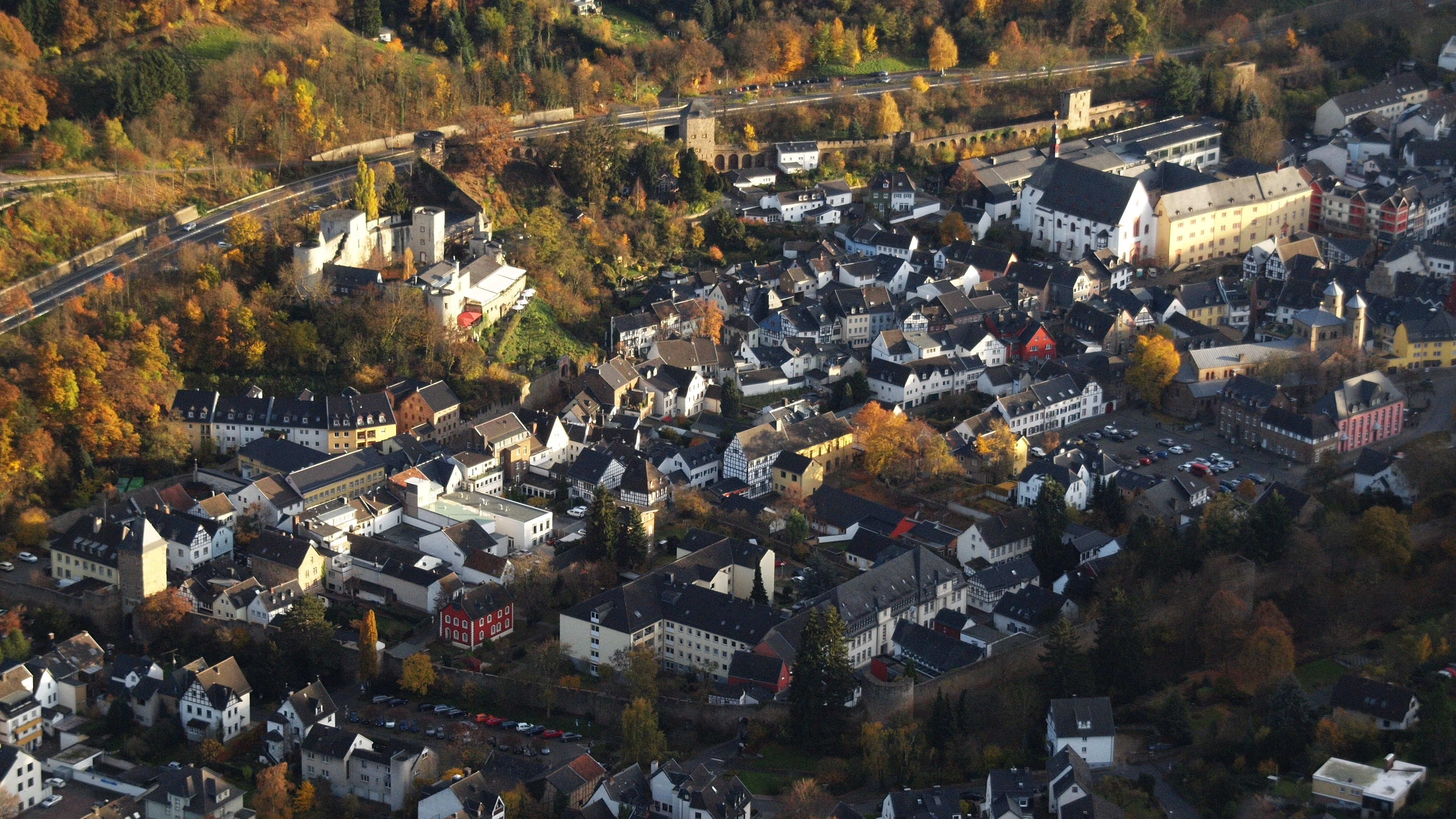
Burg Münstereifel im Stadtbild, Luftaufnahme (2015)

Die Burg Münstereifel ist die Ruine einer Landesburg und steht hoch über dem Kurort Bad Münstereifel im Kreis Euskirchen (Nordrhein-Westfalen) auf einem steil zur Erft abfallenden Hang.
Die Hangburg wurde weitgehend im 13. Jahrhundert unter Walram von Bergheim angelegt und im 14. Jahrhundert durch Gottfried von Bergheim fertiggestellt. (Gottfried war ein Bruder von Wilhelm von Jülich). Gottfried erhielt die Herrschaften Bergheim und Münstereifel. Er ist in einem Hochgrab in der Stiftskirche begraben. Sie setzten später Amtmänner als Verwalter ein. Aus den Jahren 1559/60 gibt es Rechnungen über Baumaßnahmen an den Fenstern. Diese Baumaßnahmen wurden vom herzoglichen Baumeister Alessandro Pasqualini mit seinem Rat unterstützt.
Die Burg diente den Herren von Bergheim als Wohnsitz und wurde 1317 erstmals genannt.
Im 15. Jahrhundert gehörten Burg, Stadt und Amt Münstereifel zum Herzogtum Jülich, im Vorfeld der sogenannten Hubertusschlacht 1444 wurden mehrere dort ansässige Ritterbürtige, Reisige und Burgmänner für das entsprechende Aufgebot Herzog Gerhards von Jülich-Berg gemustert.
Die Landesburg der Herzöge von Jülich wurde 1689 durch französische Truppen in Brand gesteckt. Über ihr vorheriges Aussehen ist nichts bekannt. Nach dieser Zeit saßen in der halbzerstörten Burg nur noch Vögte und Kellner. 1809 kaufte der letzte herzogliche Vogt Johann Peter de Requilé die Ruine, die von ihm als Steinbruch benutzt wurde. 1879 entstand in der nordwestlichen Ecke ein Tanzsaal. 1911 kaufte die Stadt das Restbauwerk und erweiterte den Saal nach Osten. Von 1955 bis 1959 baute die Stadt nach Süden an den Tanzsaal eine Gaststätte an und das Mauerwerk wurde gesichert.
Die vierseitige Burganlage folgte dem Kastell-Prinzip. In der Mitte der Südfront war der einzige Zugang durch ein Doppelturmtor. Mittelturm und Westturm sind bis einen Mauerrest verschwunden. Eine Vorburg gab es nicht, aber ein Vortor, dessen östliche Längsmauer im Anschluss an den erhaltenen Ostturm des Haupttores noch steht. Es trägt den rekonstruierten überdachten Wehrgang. Von hier führt eine kleine Tür in den Außenzwinger. Der Ostturm des Haupttores ist in den 1960er Jahren restauriert worden. Dabei wurde das Bauwerk auf der abgeflachten Innenseite mit neuen Gewänden und einem Türgewände des 17. Jahrhunderts aus einem Abbruchhaus in der Innenstadt ausgeschmückt. Eine Spindeltreppe und ein Abort im Turminneren zeigen, dass der Turm auch als Wohnung für den Turmwächter diente.
Die an den Turm anschließende imposante Schildmauer ist über zwei Meter stark. Ihr Mittelturm kommt im Untergeschoss auf über vier Meter Stärke. In dieser Mauer liegt eine Wendeltreppe. Sie führt auch auf den Wehrgang der Mauer. Dieser Wehrgang befindet sich in etwa zehn Metern Höhe. In der Nordmauer gab es Aborterker, die diesen Teil als Wohnbau ausweisen.
Die Burg war im Abstand von 4 bis 6 Metern von einem Zwinger umgeben. Dieser hatte ein etwa 1,20 m niedrigeres Hofniveau, tiefere Gräben und erheblich höhere Gebäude und Dächer.
Seit 1984 ist die Burg im Privatbesitz. In der Burg befindet sich ein Restaurant, der neue Eigentümer hat ferner in ihr mehrere Luxuswohnungen eingerichtet.
In der Stadt gibt es auch die Alte Burg, die nur noch als Rest der Befestigungsanlage zu sehen ist.